# Буэнос-Айресская митрополия (Константинопольский патриархат)
Буэ́нос-А́йресская и Южноамерика́нская митропо́лия (греч. Ιερά Μητρόπολις Μπουένος Άϊρες και Νοτίου Αμερικής, исп. Arquidiócesis Ortodoxa Griega de Buenos Aires y Sudamérica) — епархия Константинопольской православной церкви на территории Южной Америки.

## История
В 1952 году было учреждено Буэнос-Айресское территориальное викариатство в составе Американской архиепископии Константинопольского патриархата, при этом викариатством управляли епископы с титулами иных исторических кафедр.
15 марта 1979 году была создана самостоятельная Буэнос-Айресская епархия в составе Американской архиепископии.
24 сентября 1996 года епархия была возведена в степень митрополии и выделена из состава Американской архиепископии.
По словам священника Алексия Аэдо-Вилургона: «В южноамериканском регионе Поместные Церкви демонстрируют неспособность работать сообща. Сказываются межнациональные и межцерковные трения. Деструктивную роль играет желание некоторых Церквей казаться лучше других. Константинопольский Патриархат всячески внушает нам, что ему принадлежит пальма первенства. При этом греки не подают примеров святости, достойных подражания, упорно не признают за нашим языком права быть услышанным и понятным на небесах, выступают против совершения богослужений на испанском, в отличие от Русской и Антиохийской Церквей. Верующие долго кочуют из одной общины в другую, прежде чем находят приемлемую для себя среду».

## Епископы
Буэнос-Айресское викариатство
- Полиевкт (Финфинис) (6 сентября 1960 — 22 апреля 1962) митр. Тропейский
- Тимофей (Халофтис) (22 апреля 1962—1963) еп. Родостолонский
- Мелетий (Диакандреу) (1964 — 12 июля 1968) еп. Аристийский
- Иаков (Пилилис) (1970 — 1974) еп. Катанский
- Тимофей (Негрепонтис) (20 января 1974 — 15 марта 1979) еп. Памфилийский

Буэнос-Айресская митрополия
- Геннадий (Хрисулакис) (8 апреля 1979 — 30 апреля 2001)
- Тарасий (Антонопулос) (3 июня 2001 — 29 ноября 2019)
- Иосиф (Бош) (с 29 ноября 2019)

### Викарии
- Иаков (Климис), епископ Ассойский (19 января 1997 — 28 марта 2003)
- Иосиф (Бош), епископ Патарский (19 августа 2012 — 29 ноября 2019)
- Григорий (Цуцулис), епископ Абидский (с 20 марта 2022 года)
- Ириней (Таманини), епископ Тропейский (с 8 марта 2025 года)
- Мелетий (Каркангелис), епископ Зелский (с 9 марта 2025 года)